# Song Se-ra
Det här är en artikel om en person med koreanskt personnamn; Song är familjenamnet.
Song Se-ra (koreanska: 송세라), född 6 september 1993, är en sydkoreansk fäktare som tävlar i värja.

## Karriär
Vid världsmästerskapen i fäktning 2023 i Milano tog Song brons tillsammans med Choi In-jeong, Kang Young-mi och Lee Hye-in i lagtävlingen i värja. Vid VM 2025 i Tbilisi tog hon brons individuellt i värja efter att ha förlorat mot ukrainska Vlada Charkova i semifinalen. Song tog även brons i lagtävlingen i värja tillsammans med Kim Hyang-eun, Lee Hye-in och Lim Tae-hee efter att de besegrat Italien i bronsmatchen.